# 二羽鳞盖蕨
二羽鳞盖蕨（学名：Microlepia bipinnata）为姬蕨科鳞盖蕨属下的一个种。

## 扩展阅读
- 維基物種上的相關：二羽鳞盖蕨